# Inger Jensdatter Sønberg
Inger Jensdatter Sønberg, född 1648, död 1728, var en dansk författare. Hon utgav 1700 Sielens daglige Røg Offer, For Herren optændt.